# Гробиня
Гро́биня (латыш. Grobiņaо файле, ранее — Гробин) — город на западе Латвии, в 11 км к востоку от Лиепаи.
Расположен на берегу реки Аланде (латыш. Ālande). С 2009 года — административный центр Гробинского края.

## История
История поселения на месте Гробина уходит корнями во времена эпохи викингов. Шведский археолог Биргер Нерман, проводивший раскопки в 1929—1930 годах, считал, что на месте Гробини в VII—IX веках существовала крупная колония викингов, по значению и размерам не уступавшая Старой Ладоге, под защитой которой жили и возделывали землю поселенцы с Готланда.

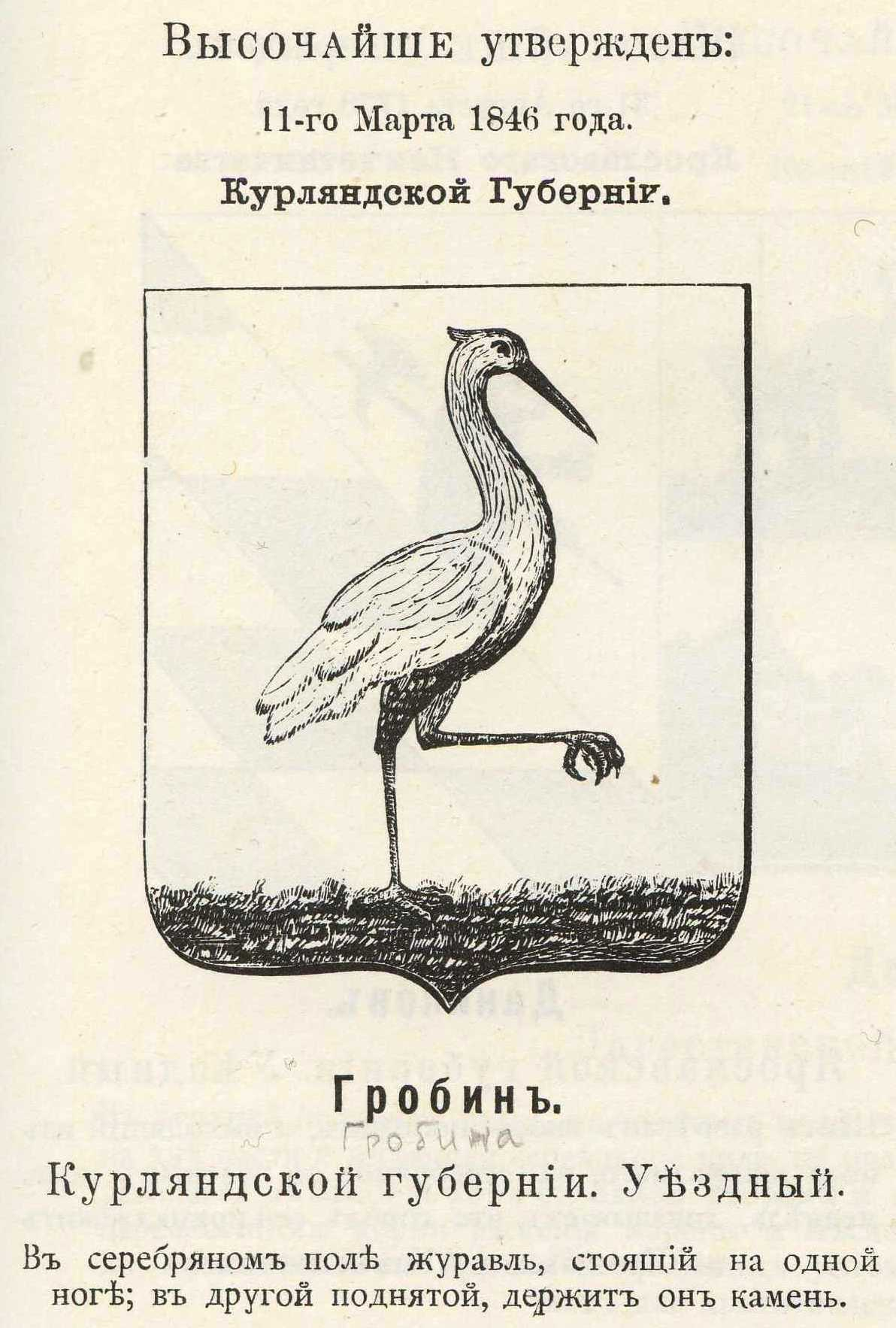
Герб Гробина с описанием, 1846 год

О многолюдности поселения свидетельствует обнаружение 3 тыс. могильников. Мария Гимбутас выделяла Гробиню в качестве буферной зоны, через которую западные технологии проникали в земли славян и балтов.
Расцвет поселения в Гробине приходится на VIII век. Уже в IX веке экономическое значение этого поселения в земле куршей падает, вероятно, в связи с подъёмом конкурирующих торгово-ремесленных центров в землях пруссов — в Каупе и Трусо. В настоящее время существование колоний выходцев из Готланда на восточном побережье Балтики подвергнуто сомнению современными скандинавскими учёными (Carlson 1983; Nhunmark-Nyl 1991; Jansson 1991). Многие вещи из латвийского Гробиня, который отождествляется с Зеебургом («крепостью на море»), действительно скандинавского происхождения и датируются началом эпохи викингов, однако их связь с готландским населением не обоснована.

### Война куршей с викингами

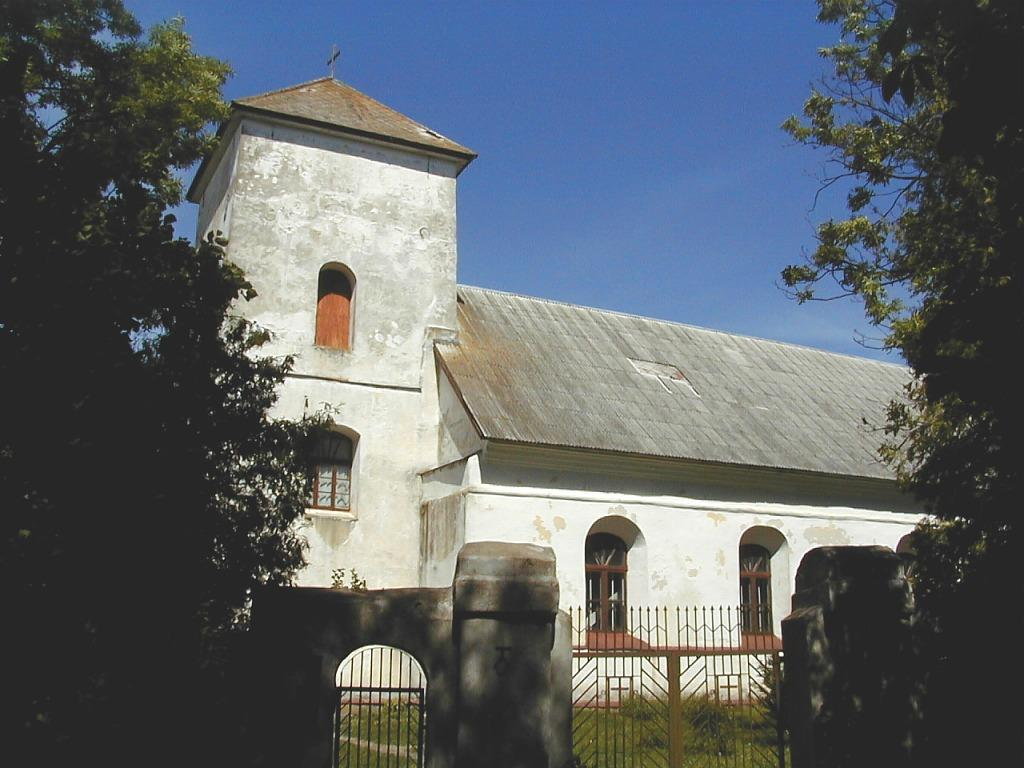
Церковь в Гробине

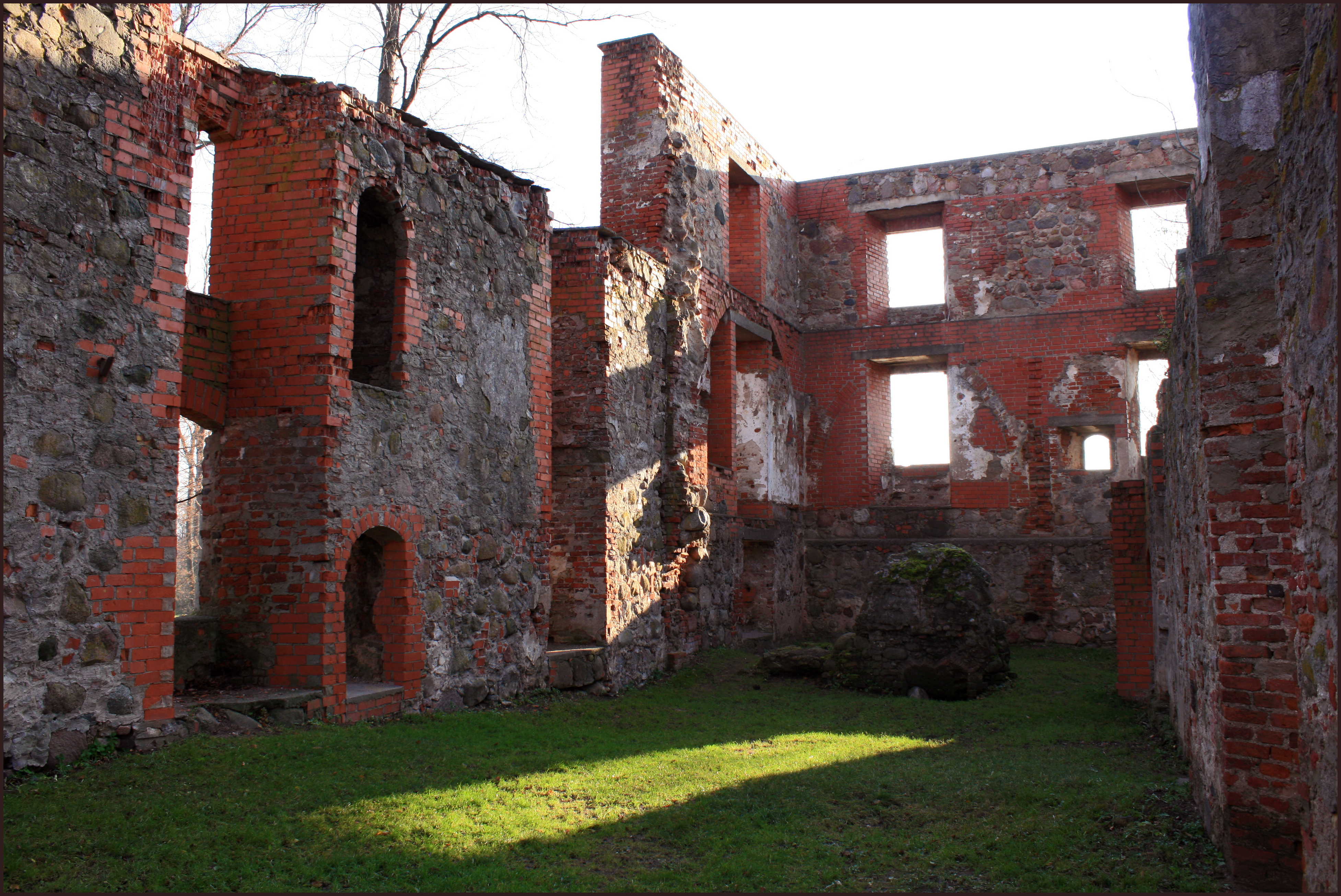
Руины замка

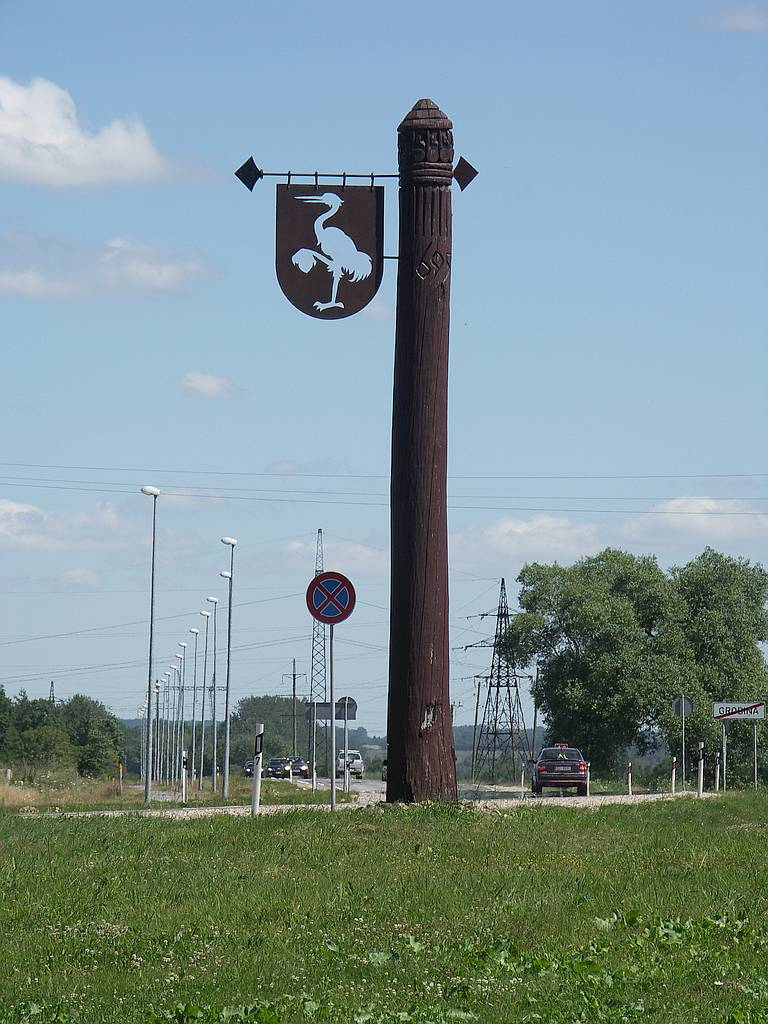
Герб Гробини

По находкам сплющенных наконечников стрел Б. Нерман установил, что в середине IX века поселение Гробин оказалось в центре масштабных военных действий, которые, вероятно, привели к его окончательному оставлению. Он связывал эти данные с известием о вторжении в Прибалтику войска шведского короля Олафа, донесённым до нас бременским архиепископом Римбертом (умер в 888 г.) в жизнеописании святого Ансгара:

Власти свеонов издавна подчинялось некое племя, обитавшее далеко от них и называвшееся куры. Но вот уже в течение долгого времени куры бунтовали и не признавали их власть. Зная об этом, даны в то время, когда епископ уже прибыл в Свеонию, собрав множество кораблей, отправились в тамошнюю страну, желая разграбить добро её жителей и подчинить их себе. В этом государстве было пять городов.
Итак, жившие там люди, узнав об их приходе, собрались вместе и стали мужественно бороться и защищаться. Одержав победу и уничтожив в резне половину данов, они разграбили половину их кораблей, захватив у них золото, серебро и много другой добычи.
Услыхав об этом, вышеупомянутый король Олаф и народ свеонов, желая стяжать себе имя тех, кому удалось совершить то, чего не сделали даны, тем более что раньше куры подчинялись им, собрали бесчисленное войско и явились в тамошние края. Сначала они неожиданно подошли к некоему городу их государства, называемому Сеебург, в котором находились семь тысяч воинов, и, совершенно опустошив и разграбив, подожгли его.
— Римберт — Vita Ansgari

### Католическая колонизация
Гробиня впервые упоминается в XIII веке как место нахождения орденского замка Зеебург (Гробинский замок, ныне в руинах).

### Вторая мировая война
Советские войска вошли в город Гробиня 10 мая 1945 года, после того как капитулировала курляндская группировка германских войск во главе с генералом Гильпертом.

## Интересный факт
Вплоть до административного переустройства при образовании независимой Латвии в 1920 году, бо́льшая по числу населения Лиепая формально занимала подчинённое по отношению к Гробине положение, поскольку именно в Гробине исторически находился административный центр с орденским замком. Лиепая же изначально была торговым поселением.

## Транспорт

### Автодороги
Через город проходит автомагистраль A9 Рига (Скулте) — Лиепая. К Гробине подходят региональные автодороги P106 Эзере — Эмбуте — Гробиня, P111 Вентспилс (Лечи) — Гробиня и P113 Гробиня — Барта — Руцава.
Среди местных автодорог значима дорога V1222 Ница — Отаньки — Гробиня.

### Междугородное автобусное сообщение
Основные маршруты: Гробиня — Лиепая; Гробиня — Салдус — Калнциемс — Рига; Гробиня — Салдус — Елгава — Рига; Гробиня — Кулдига — Вентспилс; Гробиня — Кулдига — Тукумс — Рига; Гробиня — Кулдига — Талсы.